# 戈利格拉季
48°42′25″N 25°51′1″E / 48.70694°N 25.85028°E
戈利格拉季（烏克蘭語：Голігради），是烏克蘭的村落，位於該國西部捷爾諾波爾州，由喬爾特基夫區負責管轄，始建於1530年，面積2.17平方公里，2001年人口440，人口密度每平方公里202.8人。